# Gerres infasciatus
Gerres infasciatus är en fiskart som beskrevs av Iwatsuki och Kimura, 1998. Gerres infasciatus ingår i släktet Gerres och familjen Gerreidae. IUCN kategoriserar arten globalt som otillräckligt studerad. Inga underarter finns listade i Catalogue of Life.